# Nefone II di Costantinopoli
Nefone II (in greco Νήφων Β΄?, nato Nicola; Peloponneso, ... – Monte Athos, 11 agosto 1508) è stato un arcivescovo ortodosso greco, patriarca ecumenico di Costantinopoli per due volte nel corso del XV secolo e per pochi giorni nel 1502. La chiesa ortodossa lo considera santo e lo ricorda l'11 agosto del calendario giuliano.

## Biografia
Nacque nella penisola del Peloponneso nella Grecia. Sua madre greca era una nobile donna mentre suo padre era un albanese. Fu tonsurato monaco a Epidauro, prendendo il nome religioso di Nefone. Il suo compito in monastero era quello di copiare manoscritti. Fece amicizia con un monaco di nome Zaccaria e lo seguì stabilendosi nel monastero dedicato alla Theotokos a Ocrida. Quando Zaccaria fu eletto arcivescovo di Ocrida, Nefone si stabilì sul Monte Athos e lì divenne ieromonaco, era cioè stato ordinato prete pur rimanendo monaco. Nel 1482 fu eletto metropolita di Tessalonica e alla fine del 1486 fu eletto patriarca di Costantinopoli, sostenuto dal ricco principe di Valacchia, Vlad Călugărul, che inaugurò così la partecipazione della Valacchia alle influenze esterne nei processi d'elezione del patriarca di Costantinopoli.
Dopo diciotto mesi sorse uno scandalo che portò alla rimozione di Nefone. In particolare, il precedente patriarca, Simeone I, morì senza fare testamento. İşkender Bey, uno dei figli del principale sponsor di Simeone, Giorgio Amiroutzes, si era convertito all'Islam e ricopriva all'epoca la carica di tesoriere del Sultano. Chiese quindi che tutta l'eredità del defunto patriarca Simeone, che includeva anche oggetti ecclesiastici, passasse al tesoro del Sultano. Per evitarlo, Nefone fece finta che uno dei nipoti del patriarca defunto fosse il legittimo erede, corrompendo tre monaci affinché testimoniassero il falso. Dopo aver scoperto la verità, il sultano Bayezid II confiscò tutta la proprietà di Simeone, punì il clero coinvolto nello scandalo ed esiliò Nefone. Fu esiliato in qualche isola del Mar Nero al largo di Sozopol e fu rimosso dal suo incarico nei primi mesi del 1488. Secondo lo studioso Steven Runciman, Nephon era un patriarca sciocco e insoddisfacente.
Nell'estate del 1497 Nefone venne eletto per la seconda volta al trono patriarcale, sempre con il sostegno del sovrano valacco Radu IV, ma il suo regno durò solo fino all'agosto 1498 quando fu sostituito dal giovane Gioacchino I, sostenuto da Costantino II di Georgia. Nefone fu condannato all'ergastolo e esiliato ad Adrianopoli. 
La reputazione di Nefone era così grande che il sovrano valacco Radu IV si inchinò quando lo andò a visitare in prigione. Poco dopo Radu ottenne la cauzione per Nefone dal sultano ottomano. Libero, si trasferì in Valacchia, dove gli fu dato un caloroso benvenuto da parte del clero e dei laici e dove ordinò immediatamente due vescovi. Nel 1502 il Santo Sinodo lo elesse per la terza volta patriarca di Costantinopoli e inviò emissari in Valacchia per informarlo, tuttavia Nefone rifiutò risolutamente la nomina e non si recò a Costantinopoli. 
Tra il 1503 e il 1505, Nefone de facto guidò la Chiesa di Valacchia, fino a quando non entrò in conflitto con il Principe. Il conflitto sorse a causa dell'intransigenza del patriarca nel rifiuto di celebrare il matrimonio di Calpea, sorella maggiore di Radu, con il moldavo boiardo Bogdan Logoteta, che aveva già contratto nozze. Minacciato da Radu, Nefone radunò la gente, fece un discorso e scomunicò lo sposo. Profetizzò anche incidenti, lasciò le vesti patriarcali sull'altare e abbandonò la chiesa dove viveva, scegliendo invece una capanna deserta. Per evitare il clamore della gente, Radu cercò di riallacciare i rapporti con il patriarca utilizzando parole lusinghiere, promesse e doni e lo implorò di perdonare suo cognato, ma Nefone rimase irremovibile e partì verso la Macedonia, portando con sé due dei suoi studenti. In Macedonia attraversò tutte le città predicando come un missionario. Al suo ritorno sul Monte Athos, apparve irriconoscibile ai monaci del Monastero di Dionysiou, che inizialmente lo considerarono un semplice pastore. 
Nefone morì nel monastero di Dionysiou sul Monte Athos nel 1508. Immediatamente dopo la sua morte fu onorato come santo in molte regioni e la chiesa ortodossa lo riconobbe come santo appena nove anni dopo, nel 1517, stabilendo la sua festa l'11 agosto secondo il calendario giuliano. La sua reliquia è conservata in un santuario nel monastero di Dionysiou, dove è anche presente una cappella in suo nome.